# بتيت مكاتينا (كيبك)
بتيت مكاتينا (بالإنجليزية: Petit-Mécatina, Quebec)‏ هي unorganized area of Canada تقع في كندا في Le Golfe-du-Saint-Laurent Regional County Municipality. يقدر عدد سكانها بـ 0 نسمة ومساحتها 57,056.10 كم2 .